# Rebellion (2025)
Rebellion (2025) foi um evento pay-per-view (PPV) de luta livre profissional produzido pela Total Nonstop Action Wrestling (TNA). Ele ocorreu em 27 de abril de 2025, no Galen Center em Los Angeles, Califórnia. Foi o sétimo evento na cronologia do Rebellion e contou com lutadores da marca NXT da WWE devido à parceria contínua entre as duas promoções.
Dez lutas foram disputadas no evento, incluindo duas no pré-show. No evento principal, Joe Hendry derrotou Frankie Kazarian e Ethan Page, do NXT, para manter o Campeonato Mundial da TNA. Em outras lutas importantes, os Nemeth Brothers (Nic Nemeth e Ryan Nemeth) derrotaram The Hardys (Jeff Hardy e Matt Hardy) para conquistar o Campeonato Mundial de Duplas da TNA, Masha Slamovich derrotou Tessa Blanchard para manter o Campeonato Mundial das Knockouts da TNA, e Mike Santana derrotou Mustafa Ali em uma luta Falls Count Anywhere. O evento também foi notável pela estreia de Indi Hartwell na TNA e pela aparição do lutador do NXT, Trick Williams.

## Produção

### Introdução
Rebellion é um evento de luta profissional produzido pela Total Nonstop Action Wrestling. É realizado anualmente durante o mês de abril, e o evento foi realizado pela primeira vez em 2019. Em 4 de dezembro de 2024, a TNA anunciou que o Rebellion aconteceria em 27 de abril de 2025, no Galen Center em Los Angeles, Califórnia.

### Histórias
O evento incluiu lutas que resultaram de histórias com script, onde os lutadores retrataram heróis, vilões ou personagens menos distinguíveis em eventos que criaram tensão e culminaram em uma luta ou série de lutas.
Antes do episódio de 27 de março do TNA Impact! ir ao ar, The System (Eddie Edwards, Alisha Edwards, Brian Myers, JDC e o campeão da X Division da TNA, Moose) entrou no ringue para uma promo. Lá, Edwards criticou seus companheiros de equipe pelas performances que ele considerava fracas no Sacrifice. Em particular, ele destacou Moose pela defesa de seu título em uma luta de escadas contra Jeff Hardy, chamando-o de medroso por ter medo de altura. Edwards disse a Moose que ele precisava "enfrentar seus medos" ao anunciar que defenderia o Campeonato da X Division no Rebellion em uma luta Ultimate X. No episódio de 3 de abril do TNA Impact!, a TNA revelou Leon Slater, Matt Cardona e El Hijo del Vikingo como os primeiros três participantes da luta. Duas semanas depois, no dia 17 de abril, KC Navarro derrotou Cody Deaner para se qualificar para a luta Ultimate X. Em 24 de abril, Sidney Akeem, que enfrentou Moose no Unbreakable em uma luta sem o título em jogo dias atrás, foi confirmado como o último participante da luta.
No Sacrifice, o campeão mundial da TNA Joe Hendry, o campeão mundial de duplas da TNA Matt Hardy, Elijah, Leon Slater e Nic Nemeth derrotaram The System (Eddie Edwards, Brian Myers e JDC) e The Colóns (Eddie Colón e Orlando Colón) em uma luta de quintetos em uma jaula de aço. No entanto, após a luta, Nic e seu irmão Ryan Nemeth se trancaram na jaula com Hardy, começaram a espancá-lo e a a cortá-lo na cabeça, impedindo seus companheiros de time de pará-los. Os Nemeths explicaram suas ações no episódio seguinte do TNA Impact!, alegando que Matt e seu irmão Jeff estavam levando todo o crédito pela recente ressurgência da TNA, em vez de Nic. Mais tarde, eles proclamaram ser a melhor dupla de irmãos da história do wrestling. Na semana seguinte, Nic derrotou Slater em uma luta individual antes de ele e Ryan armarem um ataque pós-luta. Os Hardys correram para salvar Slater, e durante a situação, desafiaram os Nemeths para uma luta pelo Campeonato Mundial de Duplas da TNA no Rebellion. A TNA oficializou o desafio naquela mesma noite.
Após retornar à TNA no Final Resolution, Tessa Blanchard jurou retomar o que ela chamava de "sua" divisão Knockouts. No episódio de 20 de fevereiro do TNA Impact!, Blanchard teve sua primeira interação com a campeã mundial das Knockouts da TNA, Masha Slamovich, que ocupou seu lugar em uma luta depois que Blanchard se recusou a competir. No TNA Impact!, após o Sacrifice, Blanchard confrontou Slamovich no início do show, deixando claro que ela teria como alvo o título dela. Na semana seguinte, Slamovich derrotou Jacy Jayne, do NXT, em uma luta sem o título em jogo, com Blanchard banida de ficar do lado de fora do ringue. No entanto, logo após a luta, Blanchard e Jayne atacaram Slamovich, sendo paradas por Xia Brookside e Léi Ying Lee. Na semana seguinte, Blanchard fez equipe com Fatal Influence (Jayne e Jazmyn Nyx) para derrotar Slamovich, Brookside e Lee em uma luta de trios, com Blanchard fazendo o pin em Slamovich para garantir a vitória. Mais tarde naquela noite, a TNA anunciou que Slamovich defenderia o Campeonato Mundial das Knockouts da TNA contra Blanchard no Rebellion.
No Bound for Glory em 26 de outubro de 2024, Frankie Kazarian venceu o Call Your Shot Gauntlet, conquistando uma oportunidade de disputa por um título de sua escolha a qualquer momento durante um ano. Mais tarde naquela noite, Kazarian atuou como árbitro especial na luta pelo Campeonato Mundial da TNA entre o campeão Nic Nemeth e Joe Hendry. Kazarian tentou invocar sua oportunidade de disputa durante a luta, mas sem sucesso. Nos meses seguintes, Kazarian continuou em conflito com Hendry e fez várias tentativas frustradas de usar sua oportunidade, sendo a mais notável no Genesis, onde Hendry derrotou Nemeth para conquistar o título. No episódio de 3 de abril do TNA Impact!, Kazarian atacou Hendry e lesionou seu braço (kayfabe). Hendry foi posteriormente levado a um hospital próximo. Mais tarde naquela noite, Kazarian declarou que invocaria sua disputa pelo Campeonato Mundial da TNA no Rebellion em seu estado natal, Califórnia. No entanto, Ethan Page, do NXT, fez um retorno surpresa à TNA e declarou que, após conversar com o diretor de autoridade da TNA, Santino Marella, ele desafiaria Hendry pelo título no Rebellion (devido a ter derrotado Hendry em uma luta no NXT no início do ano). Kazarian e Page então se enfrentaram, com Page levando a melhor. Mais tarde naquela noite, a TNA anunciou que Hendry defenderia o Campeonato Mundial da TNA contra Kazarian e Page em uma luta three-way no Rebellion.
No Sacrifice, Mustafa Ali derrotou Mike Santana devido à interferência de seu gabinete Order 4 (Tasha Steelz e The Great Hands (John Skylar e Jason Hotch)). Após a luta, Ali pegou uma cerveja de um fã e colocou-a na frente de Santana, fazendo referência à luta de Santana contra o alcoolismo e a sobriedade. No episódio subsequente do TNA Impact!, os dois tiveram uma revanche com o Order 4 banido de ficar do lado de fora do ringue. Santana venceu, mas apenas por contagem de 10, após Ali abandonar a luta. Quando perguntado por Gia Miller sobre o motivo de seu abandono, Ali jurou que seria o "vício" que Santana não conseguiria vencer. Duas semanas depois, Santana mostrou a um amigo seu, que havia sido contratado pela TNA, e que também comemorava três meses de sobriedade. No entanto, o homem foi sequestrado pelo Order 4, onde Ali o lembrou de um acidente de carro que ele causou um ano atrás, o qual deixou uma jovem paralisada. O homem foi encontrado inconsciente por outros trabalhadores nos bastidores, aparentemente tendo recaído. Na semana seguinte, Ali enfrentou Ace Austin, mas se desqualificou intencionalmente ao usar uma cadeira. Ele estava prestes a agredir Austin ainda mais quando foi confrontado por Santana, e ele e o Order 4 se retiraram novamente. No entanto, Santana sequestrou o carro deles e raptou Skylar, onde argumentou que Ali se livraria de Skylar assim que ele cumprisse seu propósito para ele. A TNA anunciou mais tarde que uma revanche entre Santana e Ali seria marcada para o Rebellion. No Unbreakable, foi anunciado que a luta seria uma Falls Count Anywhere.
No evento Unbreakable, antes da luta principal para coroar o campeão inaugural do Campeonato Internacional da TNA em uma luta three-way, foi anunciado que o título seria defendido no Rebellion contra o participante que não estivesse envolvido na decisão. Steve Maclin derrotou Eric Young e A. J. Francis, em quem ele fez o pin, para se tornar o campeão inaugural. Mais tarde naquela noite, foi anunciado que Maclin defenderia o Campeonato Internacional da TNA contra Young no Rebellion.
No Sacrifice, Ash by Elegance e Heather by Elegance derrotaram Spitfire (Dani Luna e Jody Threat) em uma luta handicap 2-contra-3, com o apoio de sua manager, The Personal Concierge, para conquistar o Campeonato Mundial de Duplas da Knockouts da TNA. No entanto, enquanto comemoravam, foram confrontadas pelas lutadoras da NXT Lash Legend e Jakara Jackson, do Meta-Four. O episódio subsequente do TNA Impact! mostraria Ash e Heather tentando fazer uma celebração adequada, com Ash fazendo um pedido ao soprar uma vela de bolo, mas foram interrompidas por Spitfire, Meta-Four e mais tarde Gigi Dolin e Tatum Paxley, com o confronto se transformando em uma grande briga. Isso levou a uma luta não válida pelo título entre Ash e Heather contra Dolin e Paxley, com as campeãs garantindo a vitória. Após a luta, Ash estava prestes a soprar a vela de seu bolo da semana passada, mas Dolin e Paxley acabaram empurrando seu rosto no bolo. Desolada, Ash tiraria uma breve licença da TNA após o incidente. Na semana seguinte, Meta-Four derrotou Spitfire em uma luta de duplas. Duas semanas depois, em 17 de abril, Dolin e Paxley derrotaram Heather e a parceira interina Maggie Lee, com Dolin fazendo o pin em Heather para a vitória. Nos bastidores, Heather, Lee e o Personal Concierge estavam preocupadas com a reação de Ash à derrota, quando foram novamente confrontadas pelos três outros times, que queriam uma luta pelo título. Após muito gritar entre os três times, Heather cedeu e concedeu uma luta fatal four-way de duplas pelo título no Rebellion.

## Resultados
| Nº                                          | Resultados | Estipulações                                                                                              | Tempo |
| ------------------------------------------- | --- | --- | ----- |
| Pré- show                                   | Fatal Influence (Fallon Henley, Jacy Jayne e Jazmyn Nyx) derrotou Rosemary, Xia Brookside e Léi Ying Lee                                                                                       | Luta de trios                                                                                             | 9:00  |
| Pré- show                                   | Elijah derrotou Shane Haste | Luta individual                                                                                           | 6:00  |
| 3                                           | Moose (c) derrotou KC Navarro, Leon Slater, Matt Cardona, El Hijo del Vikingo e Sidney Akeem                                                                                                   | Luta Ultimate X pelo Campeonato da X Division da TNA                                                      | 15:20 |
| 4                                           | Ash by Elegance e Heather by Elegance (c) (com The Personal Concierge) derrotaram The Meta-Four (Jakara Jackson e Lash Legend), Spitfire (Dani Luna e Jody Threat) e Gigi Dolin e Tatum Paxley | Luta fatal four-way de duplas pelo Campeonato Mundial de Duplas das Knockouts da TNA                      | 9:35  |
| 5                                           | Ace Austin e The Rascalz (Trey Miguel e Zachary Wentz) (com Sean Waltman) derrotaram The System (Brian Myers, Eddie Edwards e Moose) (com Alisha Edwards)                                      | Luta de trios                                                                                             | 11:10 |
| 6                                           | Steve Maclin (c) derrotou Eric Young (com The Northern Armory (Judas Icarus e Travis Williams))                                                                                                | Luta individual pelo Campeonato Internacional da TNA                                                      | 9:25  |
| 7                                           | Mike Santana derrotou Mustafa Ali | Luta Falls Count Anywhere                                                                                 | 19:25 |
| 8                                           | Masha Slamovich (c) derrotou Tessa Blanchard por submissão | Luta individual pelo Campeonato Mundial das Knockouts da TNA                                              | 14:00 |
| 9                                           | The Nemeth Brothers (Nic Nemeth e Ryan Nemeth) derrotaram The Hardys (Jeff Hardy e Matt Hardy) (c)                                                                                             | Luta de duplas pelo Campeonato Mundial de Duplas da TNA                                                   | 12:00 |
| 10                                          | Joe Hendry (c) derrotou Frankie Kazarian e Ethan Page | Luta three-way pelo Campeonato Mundial da TNA Esta foi a luta da oportunidade Call Your Shot de Kazarian. | 13:40 |
| (c) – Refere-se aos campeões antes da luta. | | |       |